# 科學家 (歌曲)
《科學家》是英國搖滾樂隊酷玩樂隊第二張專輯《玩過頭》（2002年）中的第二首英國單曲。 此歌曲由所有團員共同譜寫，為一首以鋼琴樂為主軸的謠曲，歌詞講述主角對於愛的期望，並且一直渴望（對深愛的人）獻上真摯的道歉。作為《玩過頭》於英國的第二發單曲，《科學家》發布後在英國單曲排行榜上排名第十。《科學家》在美國地區作為第三發單曲發行，在《公告牌》的現代搖滾排行榜中排名18，並於成人四十強單曲榜中位居34名。
評論家普遍對《科學家》持有高度評價，並且對此曲的鋼琴樂與假音讚譽有加。《科學家》發布後出現了多首重混版本，歌曲的某些部分或片段亦被廣泛取樣。此外，《科學家》音樂錄影帶因運用了倒敘拍攝手法而贏得了3個MTV音樂錄影帶大獎。酷玩樂隊於2003年推出的演唱會專輯《愛在黃色漫延時》中收錄了此歌曲，且自2002年起，《科學家》一直是酷玩樂隊演唱會中的固定演出曲目。

## 背景
主唱克里斯·馬汀在聽了喬治·哈里森的《萬物必將消逝》專輯後寫下此首歌曲。在《滾石雜誌》的採訪中，馬汀表示創作《玩過頭》專輯時，他知道這張專輯一定缺少了些東西。有一晚，馬汀在利物浦過夜，並在那裡發現一架跑調的鋼琴。他嘗試改編哈里森的歌曲《難道這不是遺憾》，但是並不成功。此時，馬汀突然有了創作《科學家》的靈感，於是要求工作人員打開錄音機，第一次唱了這首曲子。他發現這首曲子的和弦極其“優美”，並在利物浦的一間錄音室裡完成了此曲的聲樂與鋼琴樂的錄製。
在被問及《科學家》的創作過程時，馬汀告訴讀者：“這只是一首關於女孩的歌曲。很奇怪的是，不管什麼縈繞在腦海中，哪怕是全球經濟衰退抑或是糟糕的環境問題，最能抓住你心的還是喜歡上一個人時的感覺。” 然而，《玩過頭》專輯的簡介卻闡明“這位科學家是丹”（The Scientist is Dan），而丹指的是丹·科陵（Dan Kerling），他是讓Parlophone簽下酷玩樂隊的藝人與製作部。

## 詞曲
《科學家》是一首悲傷陰鬱並以鋼琴樂為主軸的謠曲，以F大調創作。歌曲開始時奏起一段由主唱克里斯·馬汀編寫的的四弦鋼琴樂，之後馬汀開始演唱歌曲。第一個副歌之後，其他隊員開始加入演奏。除了鋼琴樂之外，《科學家》的伴奏亦運用了弦樂、和聲與原聲吉他，並加上慢拍的鼓聲與用貝斯彈奏的固定低音旋律。歌曲後段可以聽見用電音吉他彈奏的重複段旋律，因強尼·邦藍此時從彈奏原聲吉他換成了彈奏主音的主音吉他手。
這首歌的歌詞表達了男人在愛情面前的無能為力。

## 發行

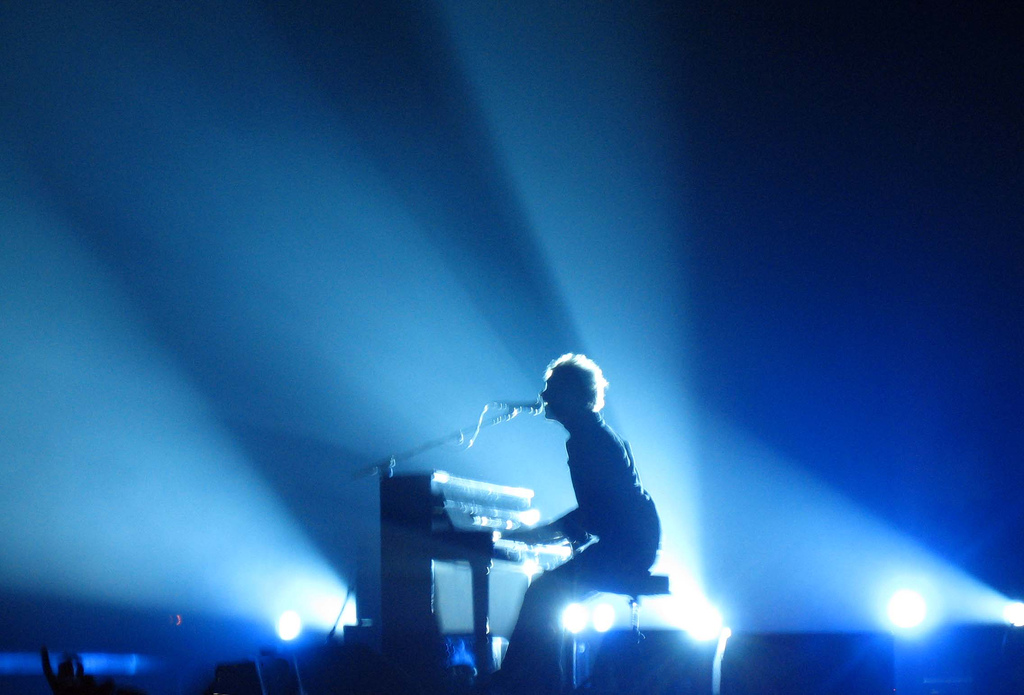
克里斯·馬汀在酷玩樂隊2005年的Twisted Logic Tour巡迴演唱會上彈奏《科學家》。

酷玩樂隊於2002年11月4日在歐洲發行了《玩過頭》專輯的第二首單曲《科學家》。此歌曲配有兩首B面歌曲，分別是《1.36》與《I Ran Away》。當美國的唱片發行公司正準備將此曲作為專輯的第二首單曲推出市場時，他們認為此曲“不能讓美國的聽眾有玩過頭的感覺”，因此決定將《時鐘》作為第二首單曲推出 。因此，《科學家》遲至2003年4月15日才正式在美國發行。
《科學家》在告示牌杂志的现代摇滚排行榜中排名18 ，并在加拿大單曲排行榜中高居第16名。2002年11月17日，《科學家》成功站上英國單曲排行榜第10名
，並在2003年11月1日位列澳洲單曲排行榜第40名。
與專輯中的其他單曲一樣，《科學家》的封面也特寫了酷玩樂隊隊員。Sølve Sundsbø設計了這張單曲的封面 ，並由鼓手威爾·查恩作為主角。

## 反響
《科學家》受到了廣泛的好評。《滾石》雜誌的羅勃·謝爾菲德（Rob Sheffield）在他撰寫的樂評中寫道：“美妙的鋼琴謠曲《科學家》……絕美的假音作為結尾可以令你汗毛林立。”《唱針》雜誌的尼克·休特哈爾（Nick Southall）寫道：“穿透整首歌曲的鋼琴樂是編排得如此完美，低沉溫暖的鋼琴曲調取代了大行其道的尖銳高音。”NME的伊恩·沃森（Ian Watson）則稱讚《科學家》“毫無疑問地能夠將無際的星空和成千上萬陌生人心底的希望及惋惜與歌曲連接在一起”。
2009年，滾石雜誌評選《科學家》為“2000年代最佳的100首歌曲”第54名。2011年10月，NME發布的“過去15年最佳的150首歌曲”榜單中將《科學家》列在第37名。

## 其他版本
《科學家》被收錄在酷玩樂隊於2003年推出的《愛在黃色漫延時》中 。艾美·曼恩曾經翻唱過《科學家》，此曲亦以特別版本的形式收錄在她的專輯《迷失》中 。娜塔莎·貝汀菲兒、艾力克斯·班德、埃曼·奧·尼爾與艾薇兒·拉維尼曾在喬·懷莉主持的BBC廣播一台節目《Live Lounge》上翻唱此曲目。另外，貝琳達卡萊兒曾在ITV1的實境秀《宝贝再电我一下》演唱這首歌曲。2007年，英國的女四重奏組合天使四重唱在所發行的專輯《Into Paradise》中為這首歌重新編曲並演唱。此外，魔數41的歌曲《Pieces》複製了《科學家》的和弦 。除此之外，美國的電視節目《MADtv》亦惡搞了《科學家》的音樂錄影帶，並取名為《自戀者》（The Narcissist）。在2004年的電影《第三者》裡，喬赫內特·納波利塔諾與丹尼·洛納的翻唱版本和酷玩樂隊的原版本都被運用在電影中。艾麗森·艾拉希塔和克里斯·艾倫在奧普拉於洛杉磯舉辦的“無手機聚會”（No Phone Zone Rally）上以不插電形式合唱了《科學家》。
2011年，奇波雷墨西哥燒烤為了呼籲社會關注集中餵養牲畜所引發的問題而贊助了短片《Back to the Start》的製作，美國鄉村歌手威利尼爾森在短片中翻唱了《科學家》。之後，《科學家》作為最後一首歌曲被收錄在威利於2012年推出的專輯《英雄》中，而2014年的電影《大法官》在片尾部分使用了威利翻唱的版本。2011年5月23日播出的WWE Raw摘用了《科學家》向三天前逝世的職業摔跤選手蘭迪·沙瓦吉致敬。2012年10月4日播出的《歡樂合唱團》劇集《The Break Up》中，柯瑞·蒙提斯、達倫·克里斯、娜婭·里維拉、馬修·莫里森、麗婭·米雪兒、克里斯·柯爾弗、海瑟·莫里斯和傑瑪·梅斯共同演唱了這首歌曲 。另外，麥莉·希拉在她的“青春大爆炸全球巡演”中的一些演唱會上也曾翻唱過《科學家》。經肯妮·貝兒重新演繹的《科學家》在《格雷的五十道陰影：束縛》中以插曲形式出現，而後該版本並被收錄在該電影的原聲專輯裡。康納·梅納德在一次以不插電形式演唱他和荷蘭電音組合Kris Kross Amsterdam合作並由Ty Dolla $ign擔綱饒舌部分的歌曲《Are You Sure?》時加插了一小部分《科學家》。

## 主創人員
- 克里斯·馬汀 – 主唱與鋼琴手
- 強尼·邦藍 – 原聲吉他手與電吉他手
- 蓋·貝瑞曼 – 貝斯手
- 威爾·查恩 – 鼓手與伴唱

## 音樂錄影帶
《科學家》音樂錄影帶最引人注目的地方在於使用了倒敘的敘事手法，拍攝好的MV經過後制之後以倒轉來播放的版本釋出。這並不是音樂界第一次有人使用這樣的概念拍攝音樂錄影帶，美國導演斯派克·琼斯就曾使用相同的手法拍攝美國另類嘻哈團體The Pharcyde1995年的歌曲《Drop》的音樂錄影帶。而早在1989年時，一個名為丹尼·威森的蘇格蘭樂隊也曾用相同的方式為他們的歌曲《The Second Summer of Love》拍攝視頻。為了讓馬汀在倒後播放的音樂錄影帶中也能看起來像準確地唱著歌詞一樣，他在一個月內學會了如何將歌曲倒後演唱。此錄影帶在“玩過頭”巡迴演唱會開跑前於幾個不同的地方取景，其中包括倫敦和萨里郡的Bourne Woods，並由傑米·崔弗斯執導。MV於2002年9月30日開始拍攝，後於10月2日結束，並在同月14日首播。
音樂錄影帶一開始馬汀躺在一張床墊上唱歌，當鏡頭慢慢拉遠後，便可見到馬汀躺著的床墊其實位於戶外。接著，一位自行車騎士以倒後的方式經過，而此時的馬汀從床墊上一躍而起。他以後退的方式穿越城市，然後抵達市郊，再穿過一條火車軌道後進入一片樹林，並在離開的時候撿起了自己的外套。之後，馬汀靠近自己的車子——一輛黑色的BMW，他進入車子後隨即暈厥過去。一位本來失去意識並躺在地上的女士此時穿過破碎的擋風玻璃飛入車裡。車子隨後以後退的方式駛上山坡並穿過一個已被撞毀的欄杆，該欄杆在車子倒退經過後恢復原狀。音樂錄影帶的最後部分可以見到馬汀駕駛的車子一路倒退，而女主角為了穿上自己的外套而解開了安全帶，也正因此在之後發生的車禍中身亡。愛爾蘭女演員伊蓮·卡西迪飾演了音樂錄影帶中的女士。
2003年，《科學家》的MV奪下了MTV音樂錄影帶大獎的“最佳團體錄影帶”（Best Group Video）、“最佳執導”（Best Direction）以及“最具突破性錄影帶”（Breakthrough Video）三項大獎。另外，此音樂錄影帶也在2004年時被提名格萊美獎最佳音樂錄影帶（Best Music Video）大獎，唯最後敗給了約翰尼·卡什翻唱的歌曲《Hurt》。截至2021年6月，《科學家》在Youtube的點擊率已經超過了9億5千萬。

## 歌曲列表
| CD   | CD            | CD   |
| 曲序 | 曲目          | 时长 |
| ---- | ------------- | ---- |
| 1.   | The Scientist | 5:11 |
| 2.   | 1.36          | 2:05 |
| 3.   | I Ran Away    | 4:26 |

- 北愛爾蘭樂隊灰（英语：Ash (band)）的吉他手蒂姆·惠勒（英语：Tim Wheeler）參與了《1.36》 的吉他彈奏。

| DVD  | DVD                                                      |
| 曲序 | 曲目                                                     |
| ---- | -------------------------------------------------------- |
| 1.   | The Scientist（剪輯版）                                  |
| 2.   | The Scientist（倒後播放版）                              |
| 3.   | Lips Like Sugar（Live版本、Echo & the Bunnymen翻唱版本） |
| 4.   | 訪問酷玩樂隊                                             |

## 榜單及銷售認證
| 榜單 (2002–03)                            | 最高 排名 |
| ----------------------------------------- | --------- |
| 澳大利亚（澳大利亚唱片业协会單曲榜）      | 40        |
| 奥地利（Ö3四十强单曲榜）                  | 8         |
| 比利时佛兰德（Ultratip榜外單曲榜）        | 6         |
| 比利时瓦隆（Ultratip榜外單曲榜）          | 10        |
| 加拿大（加拿大单曲榜）                    | 16        |
| 法国（法國唱片出版業公會單曲榜）          | 96        |
| 匈牙利（四十強單曲榜）                    | 18        |
| 愛爾蘭（愛爾蘭唱片音樂協會单曲榜）        | 15        |
| 意大利（意大利音乐产业联盟）              | 23        |
| 荷兰（百强单曲榜）                        | 20        |
| 波蘭（OLiS）                              | 1         |
| 蘇格蘭（官方榜单公司單曲榜）              | 10        |
| 瑞典（瑞典最熱榜）                        | 56        |
| 瑞士（瑞士热门音乐榜）                    | 28        |
| 英國（官方榜单公司單曲榜）                | 10        |
| 美國（《告示牌》Adult Alternative Songs） | 5         |
| 美國（《告示牌》Adult Pop Airplay）       | 34        |
| 美國（《告示牌》Alternative Airplay）     | 18        |

| 地區                                                       | 认证    | 认证单位/销量 |
| ---------------------------------------------------------- | ------- | ------------- |
| 丹麦（國際唱片業協會丹麥分會）                             | 金      | -^            |
| 意大利（意大利音乐产业联盟）                               | 2× 白金 | 100,000*      |
| 英国（英国唱片业协会）                                     | 白金    | 373,000       |
| 美国（美國唱片業協會）                                     | 金      | 500,000^      |
| *僅含認證的實際銷量 ^僅含認證的出貨量 ‡僅含認證的+實際銷量 |         |               |

## 備註
1. ↑  雖然MV是在英格蘭拍攝的，唯MV裡的汽車車輛號牌卻是懷俄明州1983年至1988年間的車輛號牌設計（縱使車子是左側行駛的）。那輛汽車是BMW E28第五系列，生產於1982至1988年間。

## 資料來源
1. ↑  . VH1. 2002-08-13  [2008-08-30]. （原始内容存档于2012-10-20）.
2. 1 2  Scaggs, Austin. . 滾石雜誌. 2005-06-16  [2008-08-30]. （原始内容存档于2009-09-01）.
3. ↑  Oldham, James. . Auckland, New Zealand Newspaper. July 2002.
4. ↑  . ShakenStir.   [2008-09-01]. （原始内容 (Internet Archive)存档于2009-10-28）.
5. ↑  . BBC 音樂. BBC. 2002-11-18  [2008-09-01]. （原始内容存档于2005-09-21）.
6. 1 2   (PDF). Coldplay.com.   [2008-08-30]. （原始内容 (PDF)存档于2008-04-08）.
7. ↑  Parker, Nigel. . BBC News (BBC). 2002-08-23  [2009-04-29]. （原始内容存档于2004-07-16）.
8. ↑  . Musicnotes.com. 2002  [2018-05-22]. （原始内容存档于2018-05-22）.
9. ↑  Denning, Adrian. . Adrian Denning.com.   [2008-09-01]. （原始内容存档于2008-07-14）.
10. ↑  . IMDB.   [2018-09-30]. （原始内容存档于2021-03-21）.
11. ↑  . Ultimate Guitar. 2017-07-15  [2018-09-30]. （原始内容存档于2021-03-21）.
12. ↑  Gray, Christopher. . 奧斯汀紀事. 2002-10-04  [2008-09-01]. （原始内容存档于2007-04-17）.
13. ↑  . Q. August 2002.
14. ↑  . Yahoo! Music. Yahoo!.   [2008-09-01]. （原始内容存档于2008-10-10）.
15. 1 2  Wiederhorn, Jon. . MTV News. 2002-10-15  [2008-07-15]. （原始内容存档于2002-10-17）.
16. ↑  . 告示牌.   [2008-09-02]. （原始内容存档于2013-04-05）.
17. ↑  Jones, Alan. . Music Week. 2008-03-12  [2008-09-02]. （原始内容存档于2008-09-25）.
18. ↑  . Vibe Waves. 2002-11-17  [2008-09-02]. （原始内容存档于2007-11-14）.
19. ↑  . Top 40-Charts.   [2008-09-03]. （原始内容存档于2011-05-24）.
20. 1 2  . 衛報(網站). 2008-02-14  [2008-09-01]. （原始内容存档于2008-10-02）.
21. ↑  . coldplaying.com. 2008-04-03  [2018-09-30]. （原始内容存档于2020-12-20）.
22. ↑  Sheffield, Rob. . 滾石雜誌. 2002-08-26  [2008-08-30]. （原始内容存档于2008-10-30）.
23. ↑  Southall, Nick. . Stylus. 2002-09-01  [2008-08-30]. （原始内容存档于2008-10-12）.
24. ↑  Watson, Ian. . NME. 2002-10-31  [2008-08-30]. （原始内容存档于2008-10-07）.
25. ↑  . 滾石雜誌. 2011-06-17  [2014-04-19]. （原始内容存档于2014-03-06）.
26. ↑  NME.COM. . NME.   [2018-05-02]. （原始内容存档于2016-10-11）.
27. ↑  Magill, Jeff. . Europe Intelligence Wire. 2003-11-21  [2009-09-29]. （原始内容存档于2012-10-20）.
28. ↑  . Blender.   [2008-08-30]. （原始内容存档于2007-07-13）.
29. ↑  . Feedshow. 2005-07-02  [2008-09-03]. （原始内容存档于2011-07-10）.
30. ↑  . Mixtape Maestro. 2007-07-09  [2008-09-03]. （原始内容存档于2008-01-20）.
31. ↑  . Living Legends Music.   [2008-09-03]. （原始内容存档于2009-01-10）.
32. ↑  Semioli, Tom. . Amplifier Magazine. 2007-05-29  [2008-09-03]. （原始内容存档于2008-07-04）.
33. ↑  Jewers, Jack. . BBC 音樂. BBC. 2007-11-21  [2008-09-03]. （原始内容存档于2007-12-14）.
34. ↑  . Newmoanyeah. 2005-01-24  [2008-09-03]. （原始内容存档于2012-05-26）.
35. ↑  . . 第9季. 第905集.  60 记录于. 2003-11-01. Fox.
36. ↑   (DVD). 米高梅. 2005.
37. ↑  . Song Facts.   [2008-08-30]. （原始内容存档于2008-09-13）.
38. ↑  .   [2010-08-05]. （原始内容存档于2010-05-08）.
39. ↑  . Taste of Country.   [2011-08-31]. （原始内容存档于2011-09-18）.
40. ↑  . 赫芬顿邮报. 2014-09-06  [2018-05-02]. （原始内容存档于2017-10-10）.
41. ↑  .   [2018-05-02]. （原始内容存档于2017-02-12）.
42. ↑  . 2011-05-24  [2018-10-06]. （原始内容存档于2018-10-06）.
43. ↑  . 103.5 KTU.   [2018-05-02]. （原始内容存档于2016-02-08）.
44. ↑  . DigBoston.   [2014-04-22]. （原始内容存档于2014-04-20）.
45. ↑  Wass, Mike. . Idolator. 2017-01-11  [2017-02-11]. （原始内容存档于2017-02-11）.
46. ↑  Conor Maynard, , 2017-03-06  [2017-03-10], （原始内容存档于2017-03-12）
47. 1 2 3 4 5  Kaufman, Gil. . MTV News. 2006-08-01  [2009-09-21]. （原始内容存档于2009-06-15）.
48. ↑  . Mvdbase.com.   [2008-09-03]. （原始内容存档于2007-03-07）.
49. ↑  . Internet Movie Cars Database. 2006-03-09  [2018-09-30]. （原始内容存档于2015-05-22）.
50. ↑  . BBC新聞頻道. BBC. 2003-07-27  [2008-08-31]. （原始内容存档于2004-07-22）.
51. ↑  Sal Cinquemani and Eric Henderson. . 偏锋杂志.   [2008-08-31]. （原始内容存档于2008-07-31）.
52. ↑  .   [2021-06-10]. （原始内容存档于2018-09-28）.
53. ↑  "Australian-charts.com – Coldplay – The Scientist". ARIA Top 50 Singles.    （英語）.
54. ↑  "Austriancharts.at – Coldplay – The Scientist". Ö3 Austria Top 40.   （德語）.
55. ↑  "Ultratop.be – Coldplay – The Scientist". Ultratip.    （荷蘭語）.
56. ↑  "Ultratop.be – Coldplay – The Scientist". Ultratip.   （法語）.
57. ↑  . AllMusic. Rovi Corporation（英语：TiVo Corporation）.   [2012-10-04]. （原始内容存档于2015-11-03）.
58. ↑  "Lescharts.com – Coldplay – The Scientist". Les classement single.  （法語）.
59. ↑  "Archívum – Slágerlisták – MAHASZ". Single Top 40 slágerlista. Magyar Hanglemezkiadók Szövetsége.    （匈牙利語）.
60. ↑  "Chart Track: Week 46, 2002". Irish Singles Chart.    （英語）.
61. ↑  . 告示牌. 尼爾森NV: 78. 2002-12-07  [2012-06-28].
62. ↑  "Dutchcharts.nl – Coldplay – The Scientist". Single Top 100.  （荷蘭語）.
63. ↑  .   [2018-05-02]. （原始内容存档于2017-12-08）.
64. ↑  "Official Scottish Singles Sales Chart Top 100". Official Charts Company.  （英語）.
65. ↑  "Swedishcharts.com – Coldplay – The Scientist". Singles Top 100.  （英語）.
66. ↑  "Swisscharts.com – Coldplay – The Scientist". Swiss Singles Chart.  （英語）.
67. ↑  "Official Singles Chart Top 100". Official Charts Company.  （英語）.
68. ↑  "Coldplay Chart History (Adult Alternative Songs)". Billboard.  （英語）.
69. ↑  "Coldplay Chart History (Adult Pop Songs)". Billboard.   （英語）.
70. ↑  "Coldplay Chart History (Alternative Airplay)". Billboard.  （英語）.
71. ↑  . IFPI Denmark.   [2015-05-07]. （原始内容存档于2015-06-17）.
72. ↑  . Federazione Industria Musicale Italiana.   [2017-06-25] （意大利语）.
73. ↑  . British Phonographic Industry.   [2014-02-21] （英语）.
74. ↑  Myers, Justin. . Official Charts Company. 2016-02-06  [2016-02-07]. （原始内容存档于2016-02-09）.
75. ↑  . Recording Industry Association of America.   [2014-02-21] （英语）.

## 外部連結
- 官方网站
- YouTube上的The Scientist